# Buckinghamshire
Buckinghamshire (kiejtése: ˈbʌkɪŋəmʃər vagy ˈbʌkɪŋəmʃɪər) Anglia egyik nem-nagyvárosi és ceremoniális megyéje a South East England régióban. Délkeletről Nagy-London, délről Berkshire, nyugatról Oxfordshire, északról Northamptonshire, északkeletről Bedfordshire, keletről pedig Hertfordshire megyékkel határos. Közigazgatási székhelye Aylesbury.
A nem-nagyvárosi és ceremoniális megye közötti különbség, hogy utóbbihoz hozzátartozik Milton Keynes egységes hatóság (unitary authority, kb. megyei jogú város).
A nem-nagyvárosi megye lakossága 506 700, a ceremoniális megyéé pedig 756 600 fő.

## Története
A megye (akkor grófság) Mercia angolszász királyságának szétdarabolása után jött létre 919-et követően, bár első írásbeli említése csak a 12. századból származik. Nevét Buckingham városáról kapta (jelentése Bucca háza, ő feltehetően egy helybeli szász földbirtokos volt).
Buckinghamshire területén, Chearsley-nél vívták a bevándorló angolszászok (Cerdic wessexi király vezetésével) és a britonok közötti egyik nagy csatát. Később a szász királyok Brillben nagy palotát építettek és a kereszténység térhódítása után három angolszász szent is a megye területén született (Szt. Osyth, Szt. Edburga és Szt. Edit).
A normann hódítás után a buckinghamshire-i birtokok többsége Hódító Vilmos és családja kezébe kerültek. Az egyik legnagyobb földbirtokos Odo bayeux-i püspök, Vilmos féltestvére lett. Az erdők egy részét is lefoglalták a király vadászatai számára és a vadhattyúk is mind az uralkodó tulajdonai lettek. Helyi hagyománnyá vált a hattyúk tenyésztése a király számára.
Miután 1536-ban VIII. Henrik feloszlatta a kolostorokat, a grófság területének majdnem harmada került közvetlenül a király birtokába. Szintén Henrik tette meg Buckinghamshire központjává Aylesburyt, állítólag azért, hogy kedvében járjon Thomas Boleynnek és feleségül vehesse lányát, Anne-t.
Az ipari forradalom idején a megyében a vagon-, bútor- és papírgyártás erősödött meg elsősorban. A 19. században egy kolerajárvány, majd egy éhínség miatt a földművelők a városokba menekültek és az olcsó földet nagytőkések (köztük a Rothschild család) vásárolta fel.
A 20. században Milton Keynes és Slough városai különösen gyorsan növekedtek A 70-es évek közigazgatási reformjai során mindkettő egységes hatósági státuszt kapott, utóbbit pedig Berkshire megyéhez csatolták.

## Földrajza
A megye földrajzilag két részre osztható. Déli felén a Temzétől Chiltern Hills lankás dombvidéke nyúlik észak felé, míg északon a meredekebb dombok az Aylesbury-i völgy síkságához és az Ouse medencéjéhez vezetnek.
Buckinghamshire-t kettő is érinti Anglia négy nagy folyója közül. Déli határát a Temze képezi, míg az Ouse érinti Buckinghamet, Milton Keynest és Olneyt.
A megye legmagasabb pontja a 267 méteres Haddington Hill.

## Közigazgatás és politika

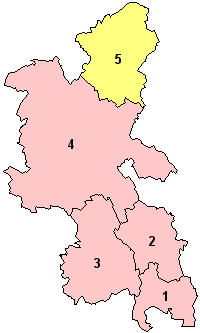
Buckinghamshire kerületei

Buckinghamshire területe 5 önálló kerületre oszlik:
1. South Bucks
2. Chiltern
3. Wycombe
4. Aylesbury Vale
5. Milton Keynes

Bedfordshire 7 képviselőt küldhet a parlament alsóházába. A 2015-ös választások után ezek közül valamennyi a Konzervatív Párt jelöltje volt, bár egyikük, John Bercow még 2009-ben kilépett a pártból, amikor házelnökké választották.
A megye 10 ezer lakosnál népesebb települései: Milton Keynes (229 941 fő), High Wycombe (120 256 fő), Aylesbury (71 977 fő), Amersham (23 086 fő), Chesham (22 356 fő), Gerrards Cross (20 633 fő), Marlow (18 261 fő), Beaconsfield (13 797 fő), Buckingham (12 890 fő).

## Gazdaság
1995 és 2003 között a megye gazdasága 6 milliárd fontról 9,17 milliárdra nőtt. Ebből a mezőgazdaság 60 millióról 50 millióra csökkent, az ipar stagnált (1,74 milliárdról 1,79 milliárdra nőtt), míg a szolgáltatások 4,2 milliárdról 7,3 milliárdra bővültek jelentősen.

## Híres bedfordshire-iek

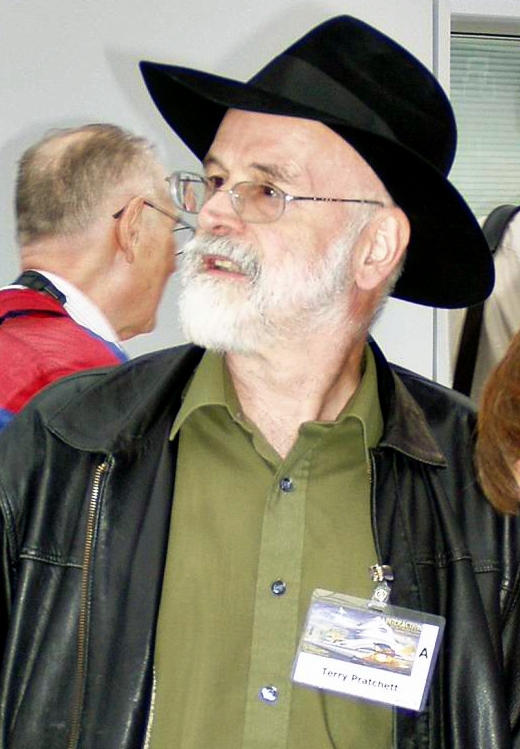
Terry Pratchett

- Rutland Boughton zeneszerző
- Emmerson Boyce labdarúgó
- James Brudenell tábornok
- Nick Clegg politikus
- James Corden színész
- Andrew Triggs Hodge evezőbajnok
- Howard Jones zenész
- Mihály herceg
- Kenneth More színész
- Ben Nicholson festő
- Terry Pratchett író
- Steve Redgrave evezőbajnok
- Tim Rice író
- Greg Rutherford atléta
- George Gilbert Scott építész
- Edmund Waller költő
- John Wycliffe teológus
- Michael York színész

## Látnivalók

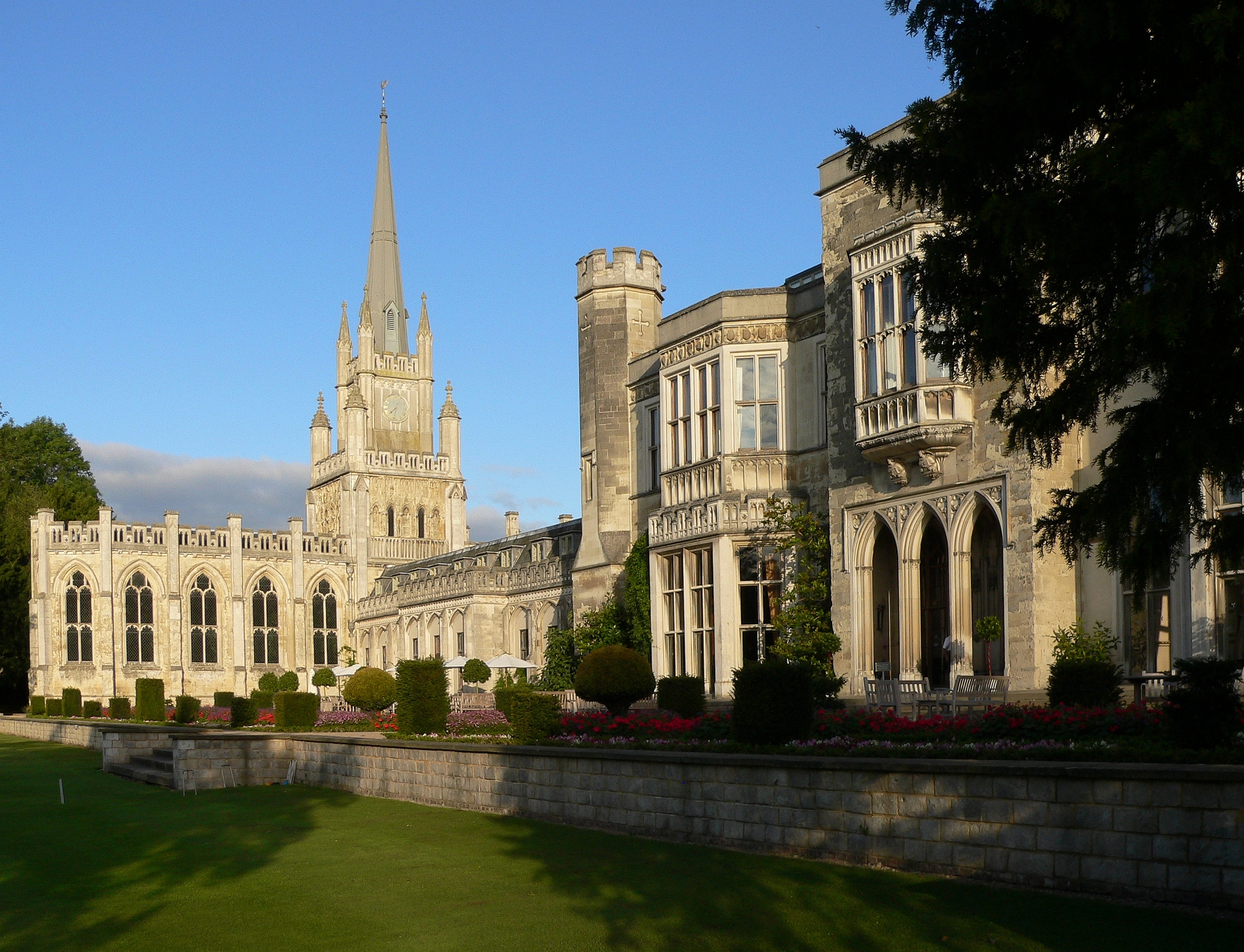
Ashridge
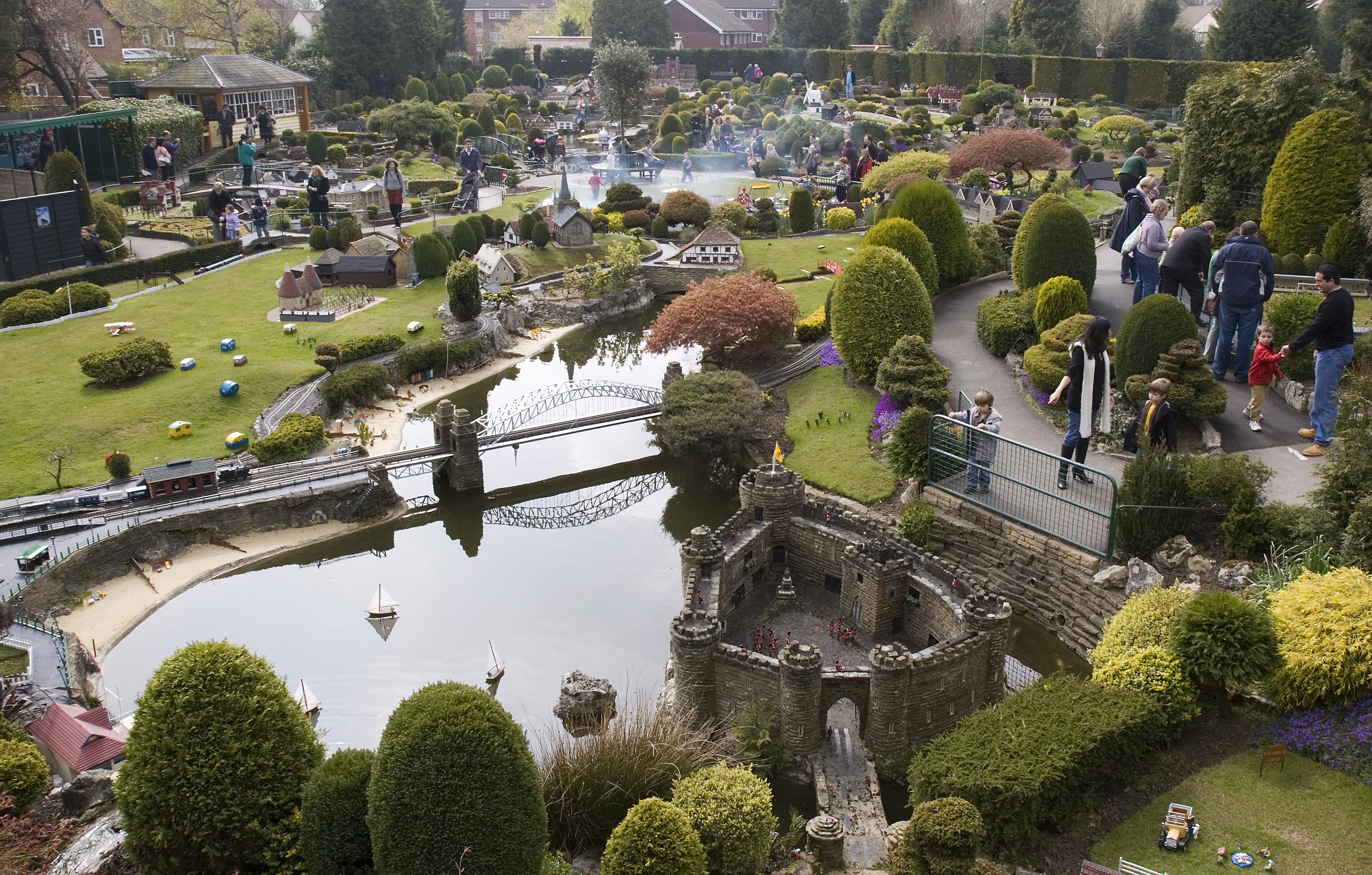
Bekonscot modellfalu
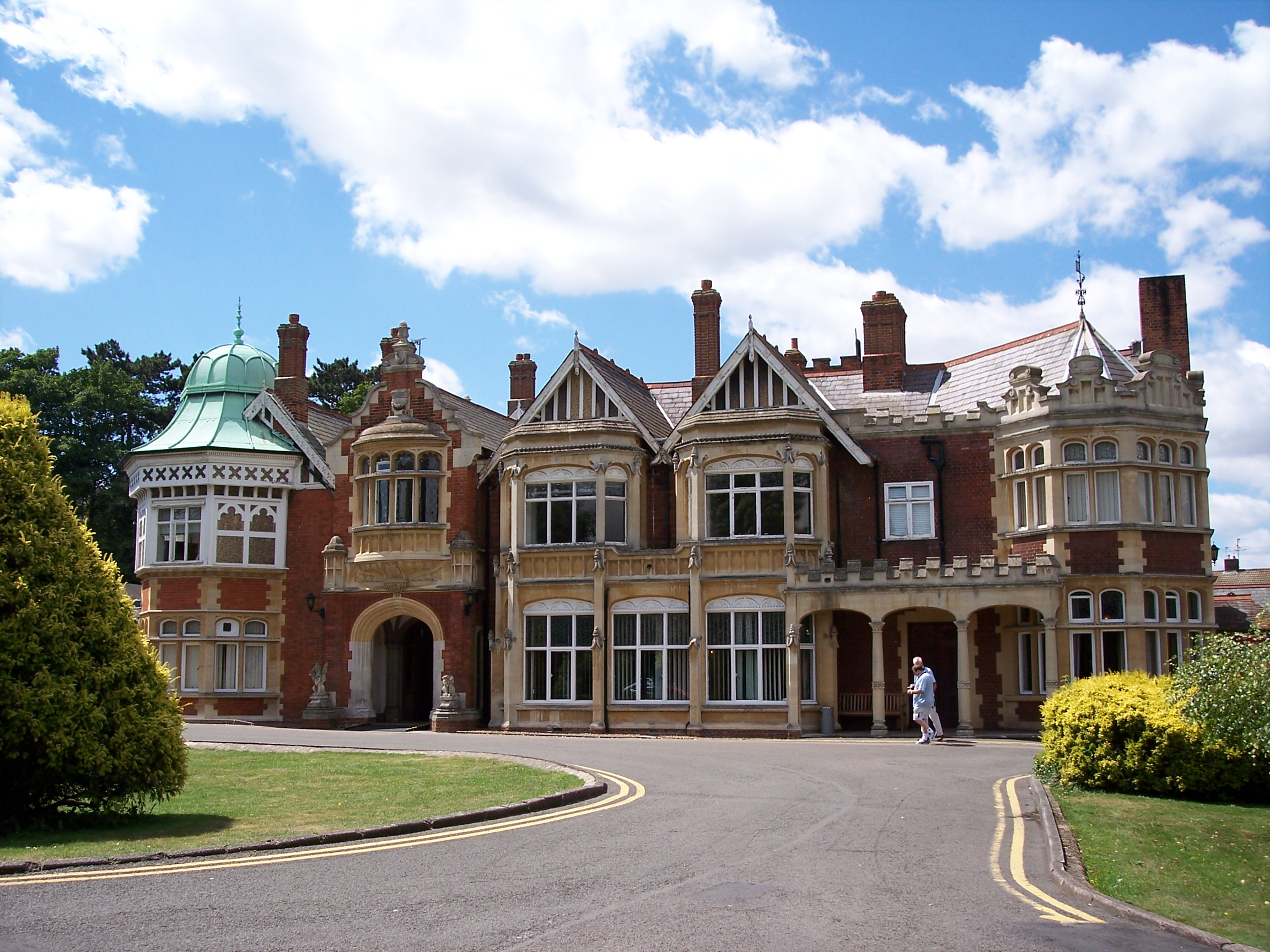
Bletchley Park
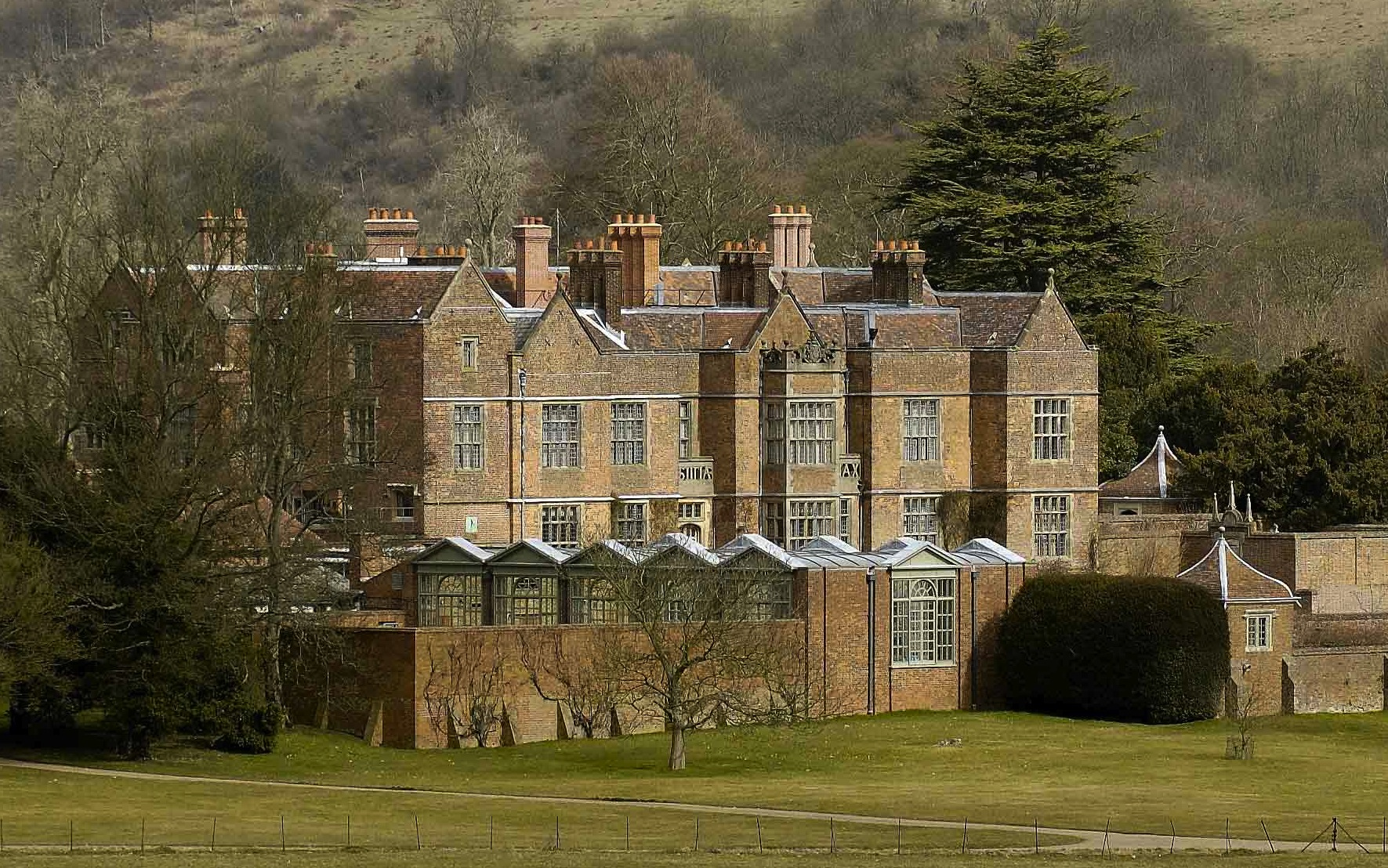
Chequers miniszterelnöki rezidencia
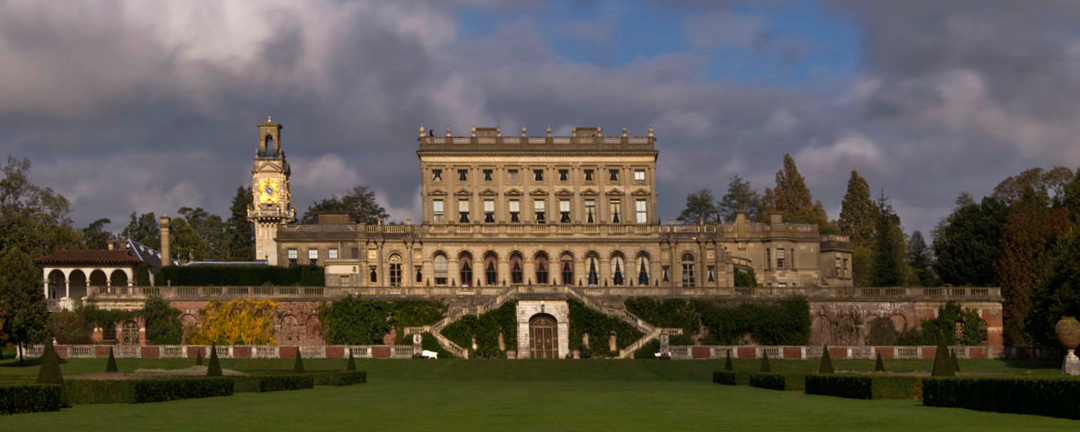
Cliveden
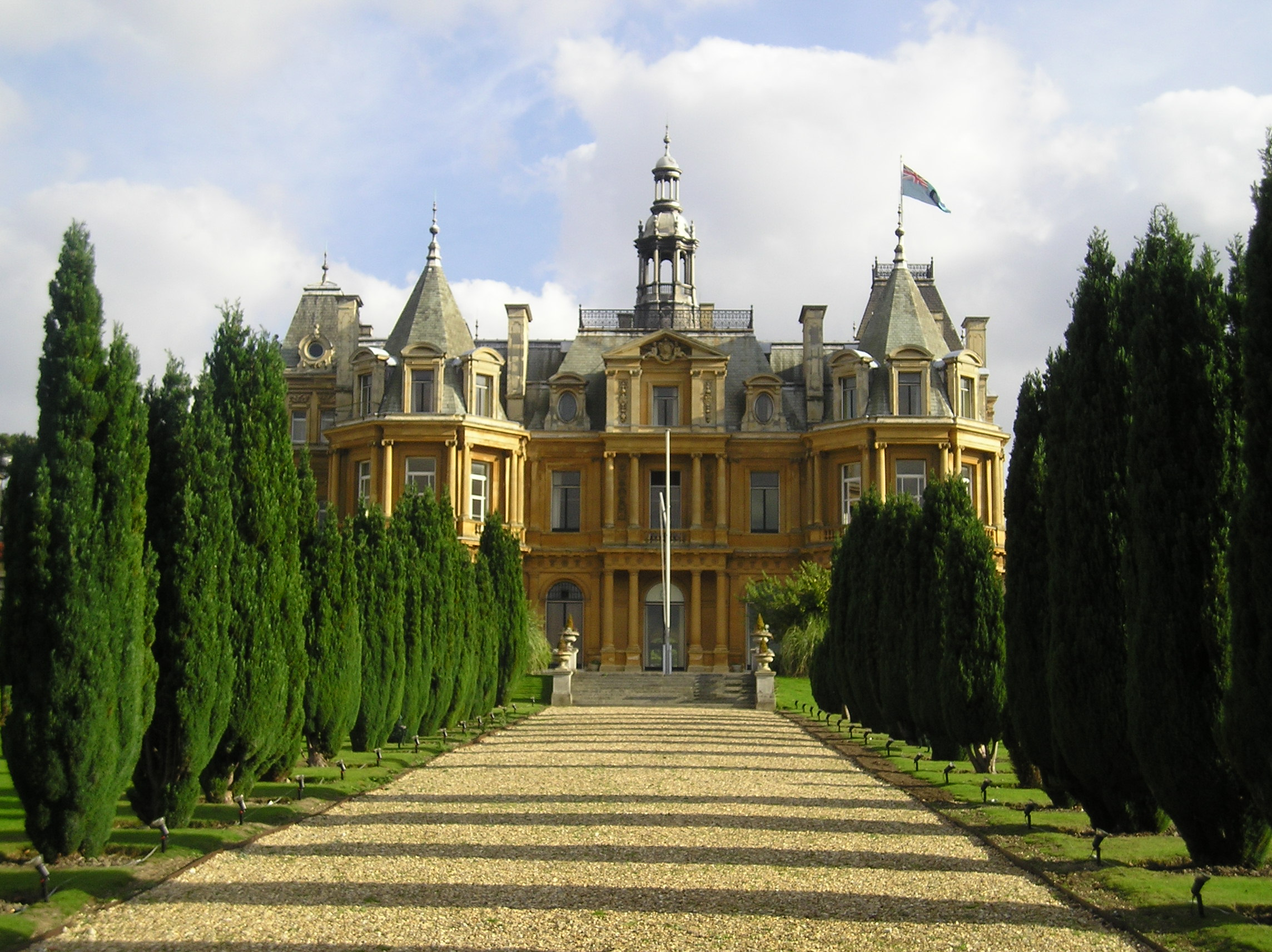
Halton House
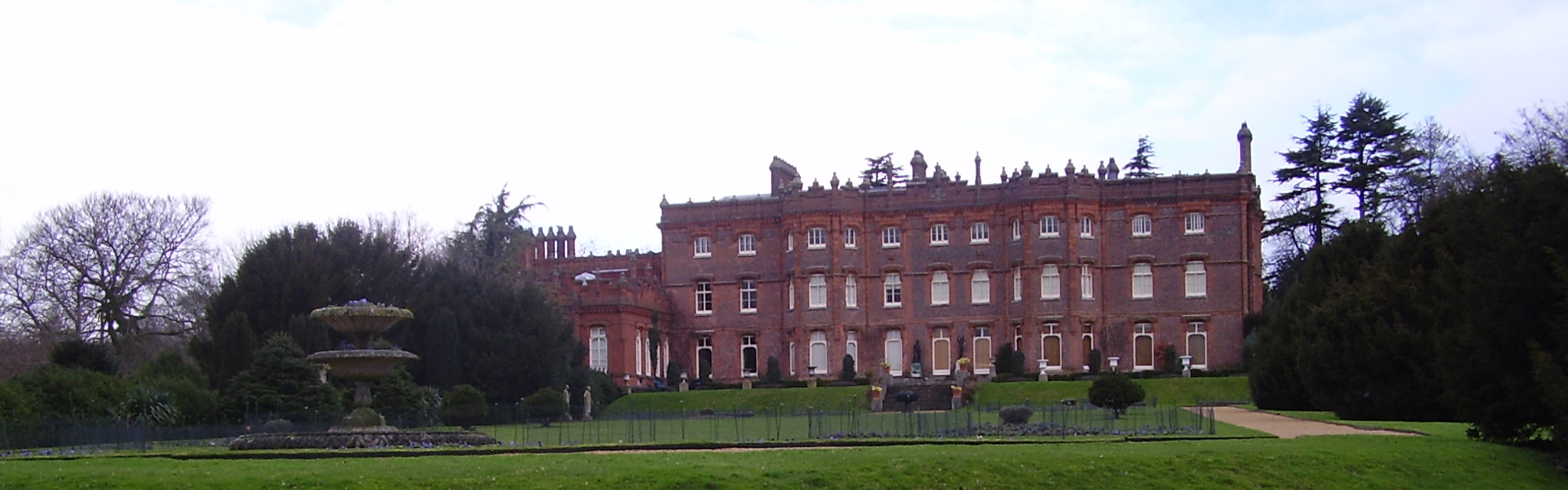
Hughenden Manor
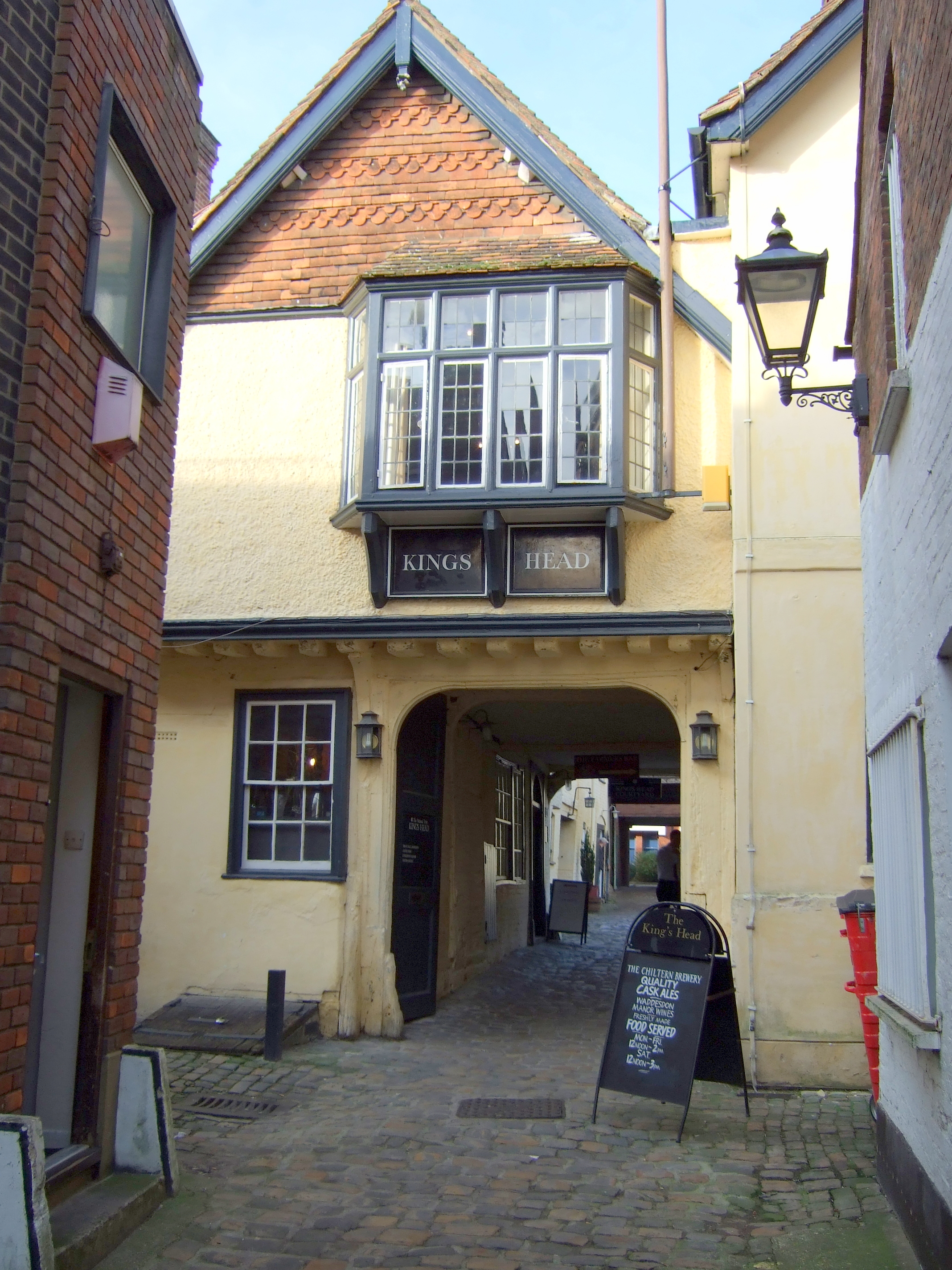
A 15. századi King's Head fogadó
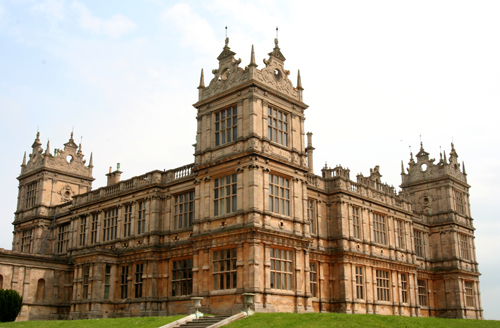
Mentmore Towers
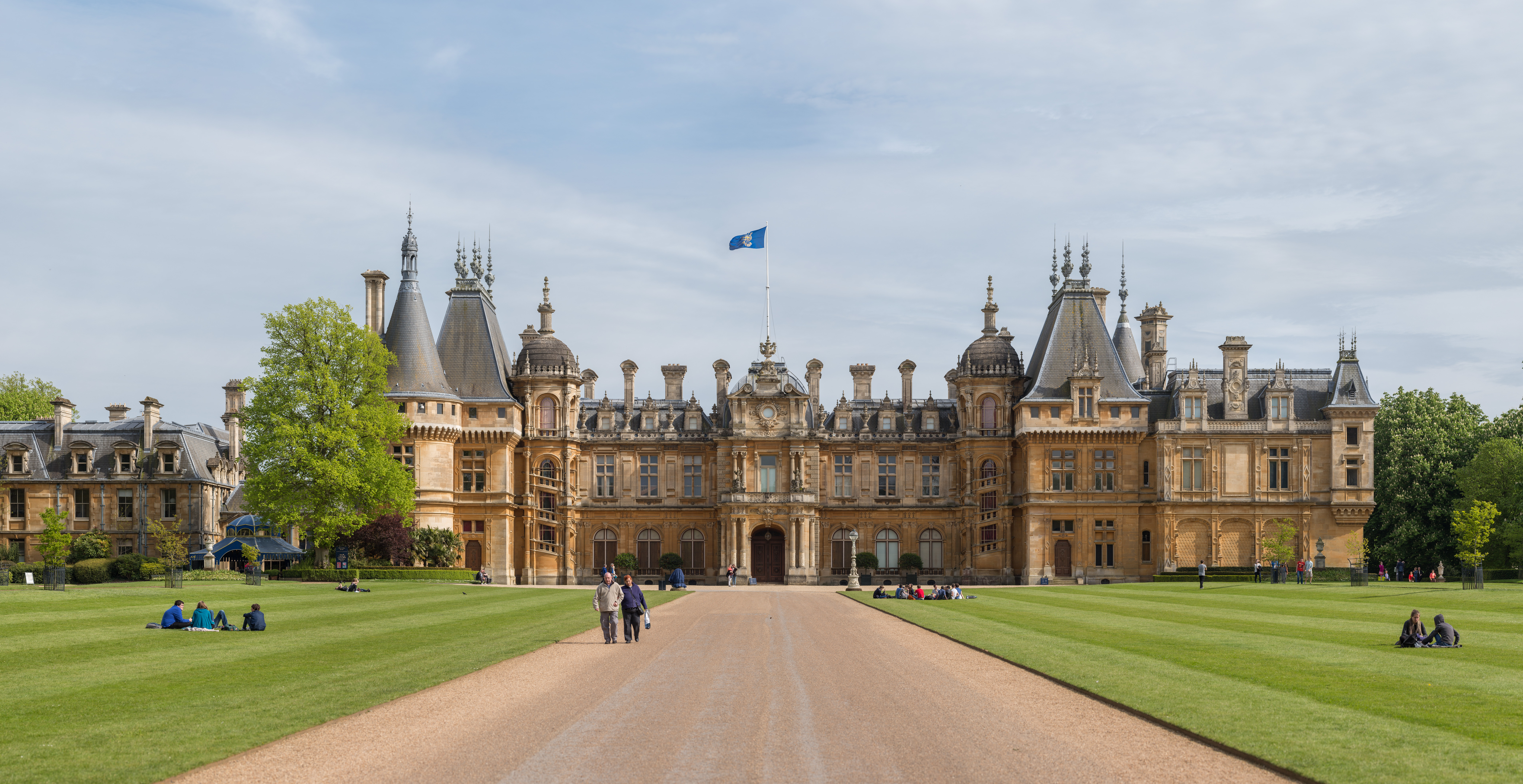
Waddesdon Manor

## Fordítás
- Ez a szócikk részben vagy egészben  a   Buckinghamshire című angol Wikipédia-szócikk ezen változatának fordításán alapul.  Az eredeti cikk szerkesztőit annak laptörténete sorolja fel. Ez a jelzés csupán a megfogalmazás eredetét és a szerzői jogokat jelzi, nem szolgál a cikkben szereplő információk forrásmegjelöléseként.